# My Brain Says Stop, But My Heart Says Go!
My Brain Says Stop, But My Heart Says Go! è un album studio del gruppo musicale canadese FM Static, pubblicato nel 2011.

## Tracce
1. My Brain Says Stop, But My Head Says Go – 3:02
2. F.M.S.T.A.T.I.C. – 3:52
3. (Hey) I Want It – 3:07
4. Lost in You – 3:42
5. U Don't Know Me Like That – 2:41
6. Cinnamon & Lipstick – 3:24
7. Black Tattoo – 3:29
8. Last Train Home – 3:32
9. Breaking Me Again – 3:37
10. Inside Out – 3:29

## Formazione
- Trevor McNevan - voce, chitarra, tastiere, cori, produzione, programmazione
- Steve Augustine - batteria
- Matt Carter - basso, chitarra
- Aaron Sprinkle - basso, chitarra, tastiere, produzione, programmazione
- Jeff Carver - A&R
- Ryan Clark - design
- Brandon Ebel - produttore esecutivo
- Brad Gilderman - missaggio
- Troy Glessner - masterizzazione